# Levodopa
Levodopa (INN) eller L-Dopa (3,4-dihydroxi-L-fenylalanin) är en intermediär i dopaminbiosyntesen. Det omvandlas i kroppen till dopamin, den signalsubstans som parkinsonsjuka lider brist på. Kliniskt används levodopa i behandlingen av Parkinsons sjukdom. Biologiskt är det en komponent i marina adhesiver, som används av pelagiskt liv. Levodopa är en prekursor till signalsubstanserna dopamin, norepinefrin (noradrenalin) och epinefrin (adrenalin) som alla kallas för katekolaminer. Levodopa förmedlar en nervsignal till hjärnan och CNS (centrala nervsystemet). L-Dopa kan produceras i sin äkta form och säljs som en psykoaktiv drog. Levodopa finns som läkemedel i Sverige endast som kombinationspreparat under namn som Madopark, Stalevo och Sinemet..
L-Dopa har en motsvarighet med omvänd kiralitet, D-Dopa. Människokroppen producerar bara en av dessa isomerer, nämligen L-Dopa. Den enantiomera renheten hos L-Dopa kan analyseras genom bestämning av den optiska rotationen eller genom kiralt tunnskiktskromatografi (kiralt TLC).

## Medicinsk användning
L-Dopa går igenom hjärnans blodbarriär, medan dopamin inte kan det. L-Dopa används för att öka dopamin-koncentrationen vid behandlingen av Parkinsons sjukdom och dopamin respons dystona. Den här behandlingen användes praktiskt sett och var kliniskt godkänd av George Cotzias och hans kollegor som de vann Laskerpriset år 1969. När L-Dopa har kommit in i centrala nervsystemet har det omvandlats till dopamin av det enzymet aromatisk L-aminosyra dekarboxylas som också kallas för DOPA dekarboxylas. Pyridoxalfosfat (vitamin B6) är en nödvändig kofaktor i den här reaktionen och ibland administreras med L-Dopa, oftast i pyridoxin formen.
Förutom det centrala nervsystemet kan L-Dopa också bli omvandlad till dopamin inuti det perifera nervsystemet. Omåttligt yttre dopamin signalering orsakar många biverkningar med endast L-Dopa administration. För att kringgå dessa biverkningar så kan man använda DOPA dekarboxylas inhibitor (DDCI) som kardidopa (mediciner som innehåller kardidopa, antingen själv eller med en kombination med L-Dopa) är märkta som Lydosyn (Aton Pharma), Sinemet (Merck Sharp and Dohme Limited), Pharmacopa (Jazz Pharmaceuticals), Atamet (UCB och Stalevo (Orion Corporation), mediciner med benserazide är märkta som Madopar eller Prolopa och alla dessa mediciner är för att förebygga syntesen av dopamin från L-Dopa. Samadministrering av pyridoxin utan en DDCI accelererar dekarboxyleringen av L-Dopa till en sådan grad att den blir ineffektiv från effekterna av L-Dopas administration, ett fenomen som historiskt sett orsakade stor förvirring.
Dessutom, L-Dopa samadministrerat med DDCI har blivit undersökt som en potentiell behandling av Willis-Ekboms sjukdom. Dock så har studier beskrivit det som ''ingen tydlig bild av minskande symptomer''.
De två typerna av respons med administration av L-Dopa är:
- Den kortvariga responsen är relaterad till halveringstiden av läkemedlet.
- Den långvariga responsen beror på ackumulationen av effekter över minst två veckor när ΔFosB ackumulerar nigrostriatala neuroner. I behandlingen av Parkinsons sjukdom så är den här responsen bara uppenbar i tidig terapi under tiden när hjärnans minne fortfarande kan lagra dopamin.

## Biologisk roll
L-Dopa produceras från aminosyran L-tyrosin av enzymet tyrosinhydroxylas. Den är också föregångaren för monoamid eller katekolamin neurotransmittor dopamin, noradrenalin och adrenalin. Dopamin skapas genom dekarboxylering av L-Dopa av det aromatiska L-aminosyran dekarboxylas (AADC).
L-Dopa kan direkt bli metaboliserad av kattkol-O-metyltransferas till 3-O-metyldopa och sedan till vanillinsyra. Den här metaboliska vägen existerar inte i en frisk människas kropp, men blir viktig efter L-Dopa administration i patienter med Parkinsons sjukdom eller i sällsynta fall med patienter med AADC enzymbrist.
L-fenylalanin, L-tyrosin och L-Dopa är alla föregångare till det biologiska pigmentet melanin. Enzymet tyrosinas katalyserar oxidationen av L-Dopa till det reaktiva intermediären dopakinon som reagerar med andra ämnen och blir till slut melanin oligomerer.

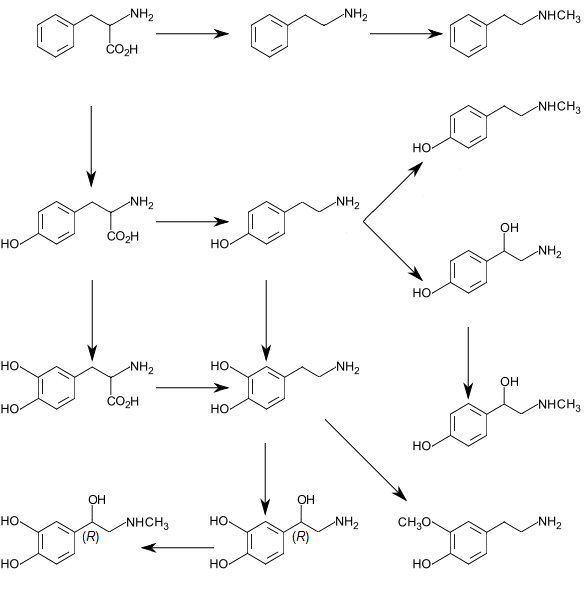
Biosyntetiska vägar för katekolaminer och spår aminer i den mänskliga hjärnan. Hos människor är katekolaminer och fenetyl aminergic spår aminer härledda från aminosyran L-fenylalanin (längst upp till vänster). L-Dopa är två steg under L-fenylalanin och på båda stegen sker det med hjälp av AAAH (Biopterin-beroende aromatisk aminosyra hydroxylas). (Tack till källorna för att de har bidraget med information så att författaren har kunnat skapat denna bild)

## Biverkningar
Biverkningarna av L-Dopa är:
- Hypertoni, speciellt om dosen är för hög
- Arytmi, men den är ovanlig
- Illamående, som ofta reduceras genom att ta läkemedlet med mat, även om proteiner minskar läkemedlets absorption. L-Dopa är en aminosyra, vilket medför att proteiner hämmar absorptionen av L-Dopa.
- Blödning i magtarmkanalen
- Störd andning (som inte är farligt) kan gynna patienter med övre luftvägsobstruktion
- Håravfall
- Desorientering och förvirring
- Extremt känslosamma tillstånd som ångest, men också libido
- Sömnlöshet
- Auditiva eller visuella hallucinationer
- Effekter på lärandet, i vissa fall har det förbättrat arbetsminnet och i andra fall har det försämrat andra komplexa funktioner
- Sömnighet och narkolepsi
- Ett tillstånd liknande stimulerande psykos

Det finns många ogynnsamma effekter av L-Dopa, speciellt de psykotiska, men de har färre effekter än andra läkemedel mot Parkinsons sjukdom som till exempel antikolinergika och dopamin receptor agonister.
Mer allvarligare effekter på L-Dopa administration av Parkinsons sjukdom inkluderar:
- Försämring av levodopas effekt
- Humörssvävningar som sätt på och av
- Patienterna fryser under förflyttning
- Misslyckande dos (Läkemedelsresistans)
- Dyskinesi vid högsta mängd dosering
- Dopamin dysreglering (metaboliska, psykiska eller fysiska problem) kan vara möjligt. Den långsiktiga användningen av L-Dopa i patienter med Parkinsons sjukdom har blivit kopplad till dopamin dysregleringssyndrom[14]

Kliniker försöker att undvika dessa biverkningar genom att begränsa mängden L-Dopa så mycket som möjligt tills det är absolut nödvändigt.

## Syntes

En syntesmetod av levodopa

I processen till vänster låter man en molekyl reagera med AcCl och AlCl3 som blir en annan molekyl. Den får i sin tur reagera med H2O2 och NaOH som slutligen blir levodopa. Det här är en syntesmetod, men det finns flera till exempel bilden nedan.

## Historia
I västvärlden, isolerades  L-dopa från frön av Vicia faba av biokemisten Markus Guggenheim från Schweiz 1913. Den svenska vetenskapsmannen Arvid Carlsson tilldelades nobelpriset år 2000, då han under 1950-talet först visade att administrera L-Dopa till djur med läkemedelsinducerade Parkinson-symptom, orsakade en minskning i intensiteten på djurens symptom. Åren 1960 och 1961 hade Oleh Hornykiewicz efter att upptäckt stora minskade nivåer i hjärnan med patienter som hade Parkinsons sjukdom, publicerat en artikel tillsammans med neurologen Walther Birkmayer där de hade upptäckt dramatiska terapeutiska noteffekter i patienter med Parkinsons sjukdom. Behandlingen förlänges sedan med manganförgiftning och senare Parksonism av George Cotzias och hans kollegor, som använde ökade orala doser. Neurologen Oliver Sacks beskrev den här behandlingen i människopatienter encephalitis lethargica (Europeisk sömnsjuka) i hans bok Awakenings, samma namn som filmen är baserad på.
Nobelpriset i kemi år 2001 var också relaterad till L-Dopa. Nobelkommittén tilldelade en fjärdedel av priset till William S. Knowles för hans forskning inom kirala, katalyserade hydreringsreaktioner. Hans mest kända exempel är syntesen av L-Dopa som visas nedan.

## Kosttillskott
Kosttillskott som innehåller L-Dopa är tillgängliga; högavkastande källor inkluderar Mucuna pruriens (kliböna) och Vicia faba (bondböna), medan andra källor inkluderar genera Phanera, Piliostigma, Cassia, Canavalia och Dalbergia. Det är osäkert hur mycket levodopa finns i hälsotillskott vilket försvårar en tillförlitlig dosering. Dessutom fattas det dopa dekarboxylas hämmare i hälsotillskotten, vilket ökar risken för systemiska biverkningar. 

## Marina adhesiver
L-Dopa är en nyckelföreningen i formationen av marina klisterproteiner som till exempel de som finns i musslor. Det tros vara ansvarigt för vattenresistans och de snabbt läkande förmågorna i dessa proteiner. L-Dopa kan också användas för att förebygga ytor från beväxtning genom att binda till beväxtningshindrande polymerer på ett mottagligt substrat.

## Forskning

### Åldersrelaterad makuladegenation
År 2015 var det en retrospektiv analys som jämförde frekvensen av åldersrelaterad makuladegenation (AMD) mellan patienter som tog gentemot patienter som inte tog L-Dopa, fann att läkemedlet hade en fördröjd debut på ungefär åtta år. Författarna anger att signifikanta effekter erhölls från både torr och våt AMD.